# تریاژ

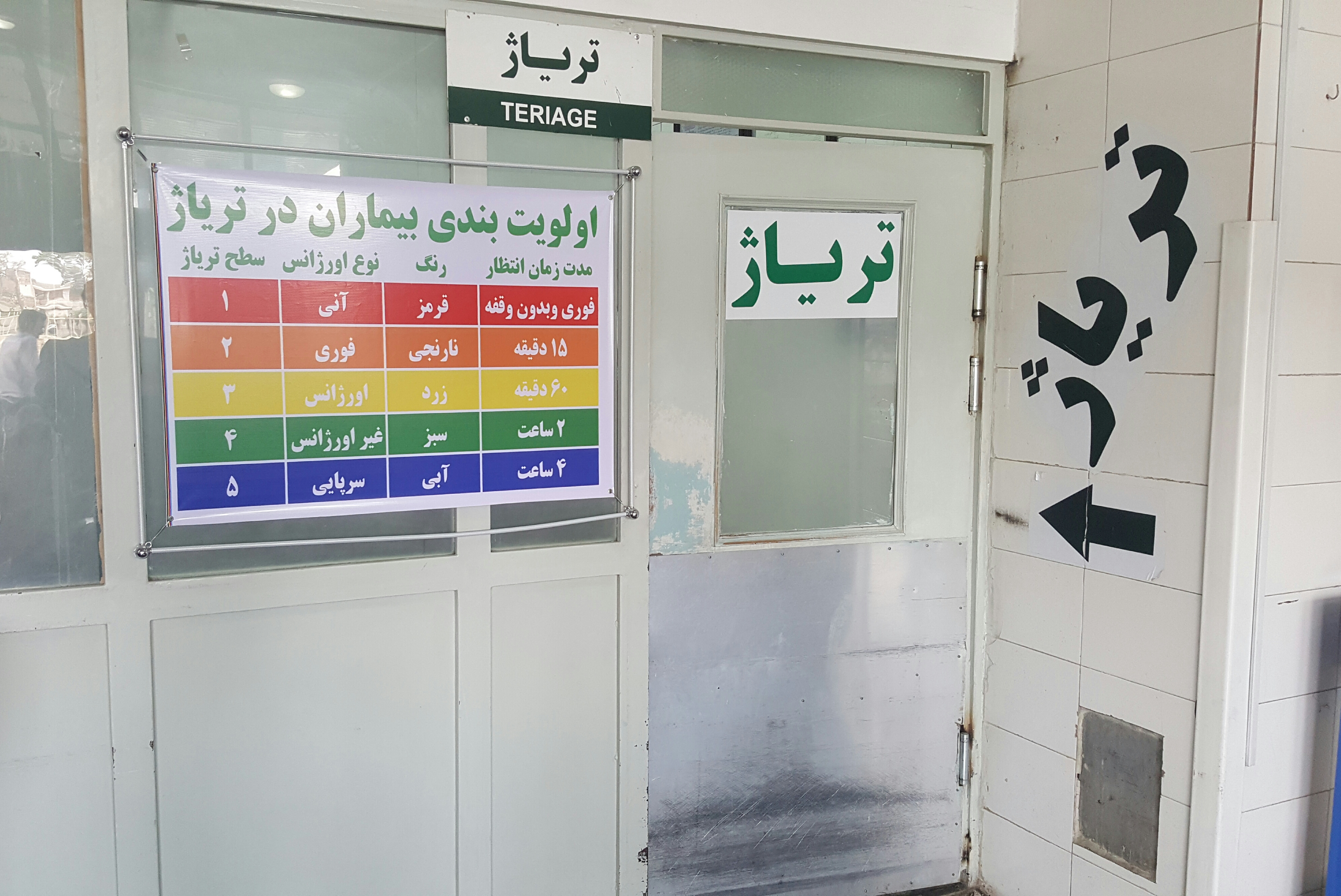
اتاق تریاژ در بخش اورژانس یک بیمارستان

راختش یا تریاژ (به فرانسوی: triage) فرایند اولویت‌بندی بیماران برای بهره‌مندی از درمان است که بر اساس شدت وخامت حال بیمار انجام می‌شود.
تریاژ بیشتر در مواقع بحرانی مانند جنگ و زلزله و در اورژانس‌های شلوغ و در کل، در مواقعی که مراجعان از نظر تعداد بیش از توان پذیرش و خدمات‌دهی باشد، مورد استفاده قرار می‌گیرد. در برخی از کشورها نظیر ایالات متحدهٔ آمریکا، انگلستان، استرالیا، کانادا، ایران و ایتالیا، در بدو ورود به بخش اورژانس (EMS)، بیمار توسط یک پرستار مجرب، راختش می‌گیرد.
واژهٔ تریاژ از فعل فرانسویِ «تریه» (trier) به‌معنی جدا کردن و سوا کردن مشتق شده و به زمانی برمی‌گردد که در جنگ، بیماران بدحال را از کسانی که می‌توانستند به نبرد بازگردند جدا می‌کردند.

## دسته‌بندی
بیماران به‌وسیلهٔ کد اولویت، در برخی کشورها، به ترتیب زیر تعریف می‌شوند.
- سبز: بیمار با وضع قابل تحمل که نیاز به درمان فوری ندارد ولی باید زیر درمان اورژانسی قرار گیرد.
- زرد: بیمار با وضع نسبتاً وخیم که بنا به شرایطِ اتاق اورژانس می‌تواند در حالت انتظار قرار گیرد.
- قرمز: بیماران با حال وخیم که توان انتظار ندارند یا طول کشیدن دخالت‌های پزشکی برایشان خطر مرگ به‌دنبال دارد.
- آبی: وضعیت بیمار آنقدر وخیم است که رو به مرگ است و بدون کمک‌های اورژانسی کمتر از ۳۰ دقیقه زنده می‌مانَد.
- سیاه: بیمار فوت شده یا قابل احیا نیست و باید به سردخانه منتقل شود.

## زمانبندی
بیماران وارد شده بایستی در حداقل زمان ممکن اولویت بندی شوند، یعنی پرستار تریاژ بایستی سرعت عمل کافی داشته باشد به طوری که طی ۲ تا ۵ دقیقه هر بیمار را تریاژ نماید. در این هنگام بدون هیچ گونه عمل درمانی پرستار، بیماران را با امکاناتی که در اختیار دارد، توسط نوار چسب رنگی-کارت مخصوص تریاژ-علایم رنگی چراغ دار-شماره کد ویژه و غیره آماده می‌کند.

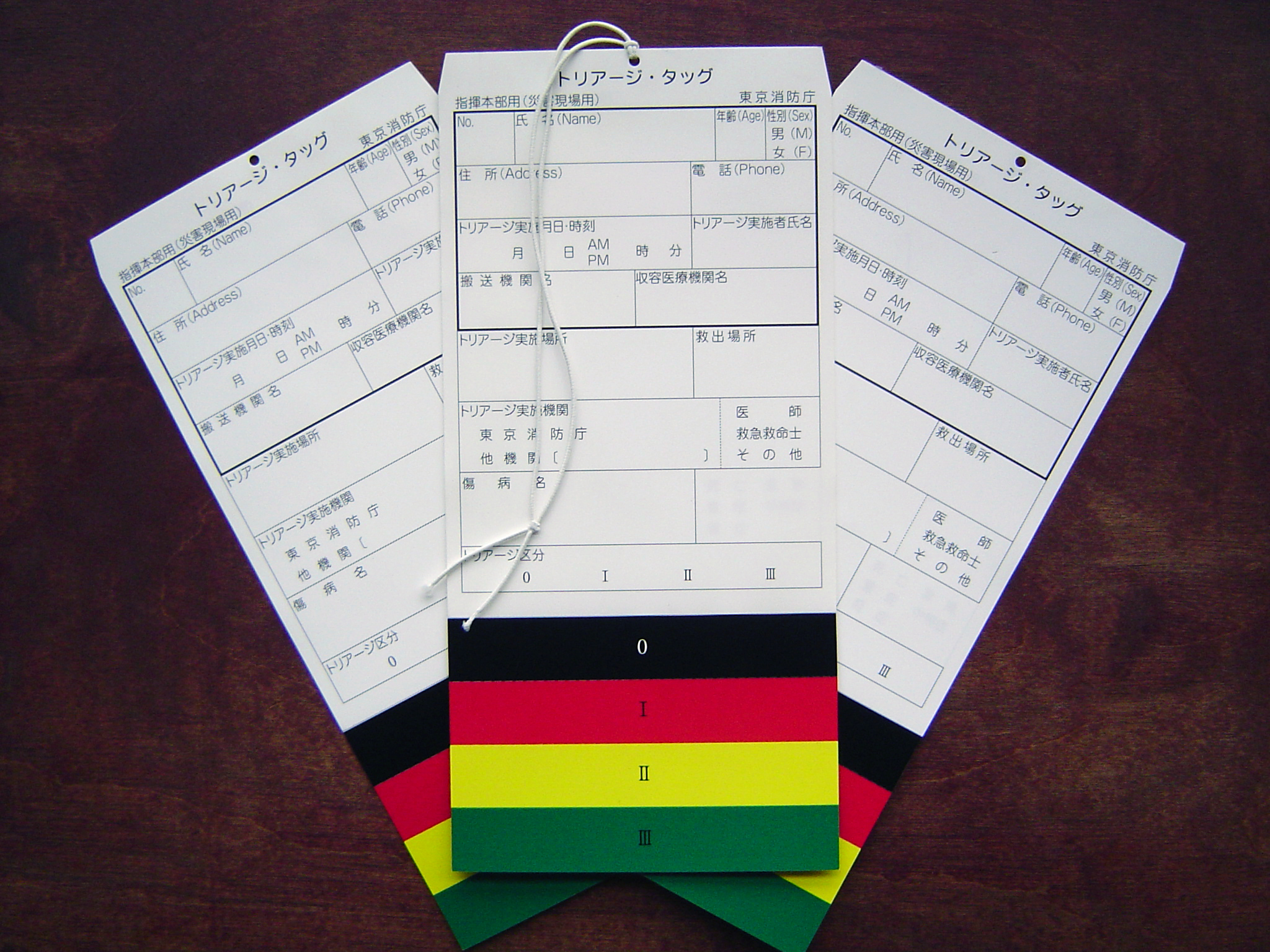
نمونه کارت تریاژ در ژاپن
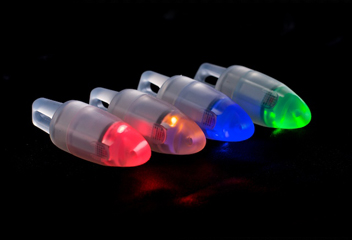
نمونه علائم چراغ دار